# 南川郡
南川郡，中国唐朝时设置的郡。
唐玄宗天宝元年（742年），改南州置南川郡。治所在南川县（今重庆市綦江区）。下辖南川县、三溪县（今重庆市綦江区赶水镇）。辖境相当今重庆市綦江区及南桐矿区。唐肃宗乾元元年（758年）复改为南州。